# Толстово (Калінінградська область)
Толстово (рос. Толстово) — селище Краснознаменського району, Калінінградської області Росії. Входить до складу Краснознаменського міського округу.
Населення —  186 осіб (2015 рік). 

## Населення
| 2002 | 2010 |
| ---- | ---- |
| 158  | ↗186 |